# Lauresses
Lauresses est une commune française, située dans le nord-est du département du Lot en région Occitanie.
Elle est également dans le Ségala lotois, une région naturelle constituant la frange occidentale de la Châtaigneraie, constituant le parent lotois du Ségala aveyronnais et tarnais.
Exposée à un climat océanique altéré, elle est drainée par le Veyre, le ruisseau Noir, le Tolerme, la Garinie, le ruisseau de Goutepeyrouse, le ruisseau de Veyrole et par divers autres petits cours d'eau. Incluse dans le bassin de la Dordogne, la commune possède un patrimoine naturel remarquable composé de sept zones naturelles d'intérêt écologique, faunistique et floristique.
Lauresses est une commune rurale qui compte 242 habitants en 2022, après avoir connu un pic de population de 1 102 habitants en 1861. Ses habitants sont appelés les Lauressasois ou  Lauressasoises.

## Géographie

### Communes limitrophes
La commune est limitrophe du département du Cantal sur une centaine de mètres.
Les communes limitrophes sont  Gorses, Labastide-du-Haut-Mont, Latronquière, Quézac, Saint-Cirgues et Saint-Hilaire.
|              | Labastide-du-Haut-Mont |                 |
| Latronquière | Lauresses              | Saint-Hilaire   |
| Gorses       | Saint-Cirgues          | Quézac (Cantal) |

### Climat
Pour des articles plus généraux, voir Climat de l'Occitanie et Climat du Lot.
En 2010, le climat de la commune est de type climat océanique altéré, selon une étude s'appuyant sur une série de données couvrant la période 1971-2000. En 2020, Météo-France publie une typologie des climats de la France métropolitaine dans laquelle la commune est exposée à un climat de montagne ou de marges de montagne et est dans la région climatique Ouest et nord-ouest du Massif Central, caractérisée par une pluviométrie annuelle de 900 à 1 500 mm, maximale en automne et en hiver.
Pour la période 1971-2000, la température annuelle moyenne est de 10,5 °C, avec une amplitude thermique annuelle de 15 °C. Le cumul annuel moyen de précipitations est de 1 276 mm, avec 12,9 jours de précipitations en janvier et 7,5 jours en juillet. Pour la période 1991-2020, la température moyenne annuelle observée sur la station météorologique la plus proche, située sur la commune de Latronquière à 5 km à vol d'oiseau, est de 11,0 °C et le cumul annuel moyen de précipitations est de 1 361,3 mm,. Pour l'avenir, les paramètres climatiques de la commune estimés pour 2050 selon différents scénarios d’émission de gaz à effet de serre sont consultables sur un site dédié publié par Météo-France en novembre 2022.

### Milieux naturels et biodiversité

#### Espaces protégés
La protection réglementaire est le mode d’intervention le plus fort pour préserver des espaces naturels remarquables et leur biodiversité associée,.
La commune fait partie de la zone de transition du bassin de la Dordogne, un territoire d'une superficie de 1 880 258 ha reconnu réserve de biosphère par l'UNESCO en juillet 2012,.

#### Zones naturelles d'intérêt écologique, faunistique et floristique
L’inventaire des zones naturelles d'intérêt écologique, faunistique et floristique (ZNIEFF) a pour objectif de réaliser une couverture des zones les plus intéressantes sur le plan écologique, essentiellement dans la perspective d’améliorer la connaissance du patrimoine naturel national et de fournir aux différents décideurs un outil d’aide à la prise en compte de l’environnement dans l’aménagement du territoire.
Six ZNIEFF de type 1 sont recensées sur la commune :
- les « prairies humides de Lasprades » (14 ha)[13] ;
- les « prairies humides du ruisseau des Rousties » (15 ha), couvrant 3 communes du département[14] ;
- les « zones humides des ruisseaux de Lavergne-Basse et de Saint-Cirgues » (38 ha), couvrant 2 communes du département[15] ;
- les « zones humides du Mas del puech et de Lasbeyssières » (17 ha)[16] ;
- les « zones humides du ruisseau de Goutepeyrouse et de l'amont du ruisseau du Bousquet » (180 ha), couvrant 3 communes du département[17] ;
- les « zones humides du ruisseau de Liffernet » (35 ha), couvrant 2 communes du département[18] ;

et une ZNIEFF de type 2, : 
le « Ségala lotois : bassin versant du Célé » (12 535 ha), couvrant 28 communes dont six dans le Cantal et 22 dans le Lot.

Carte des ZNIEFF de type 1 et 2 à Lauresses.
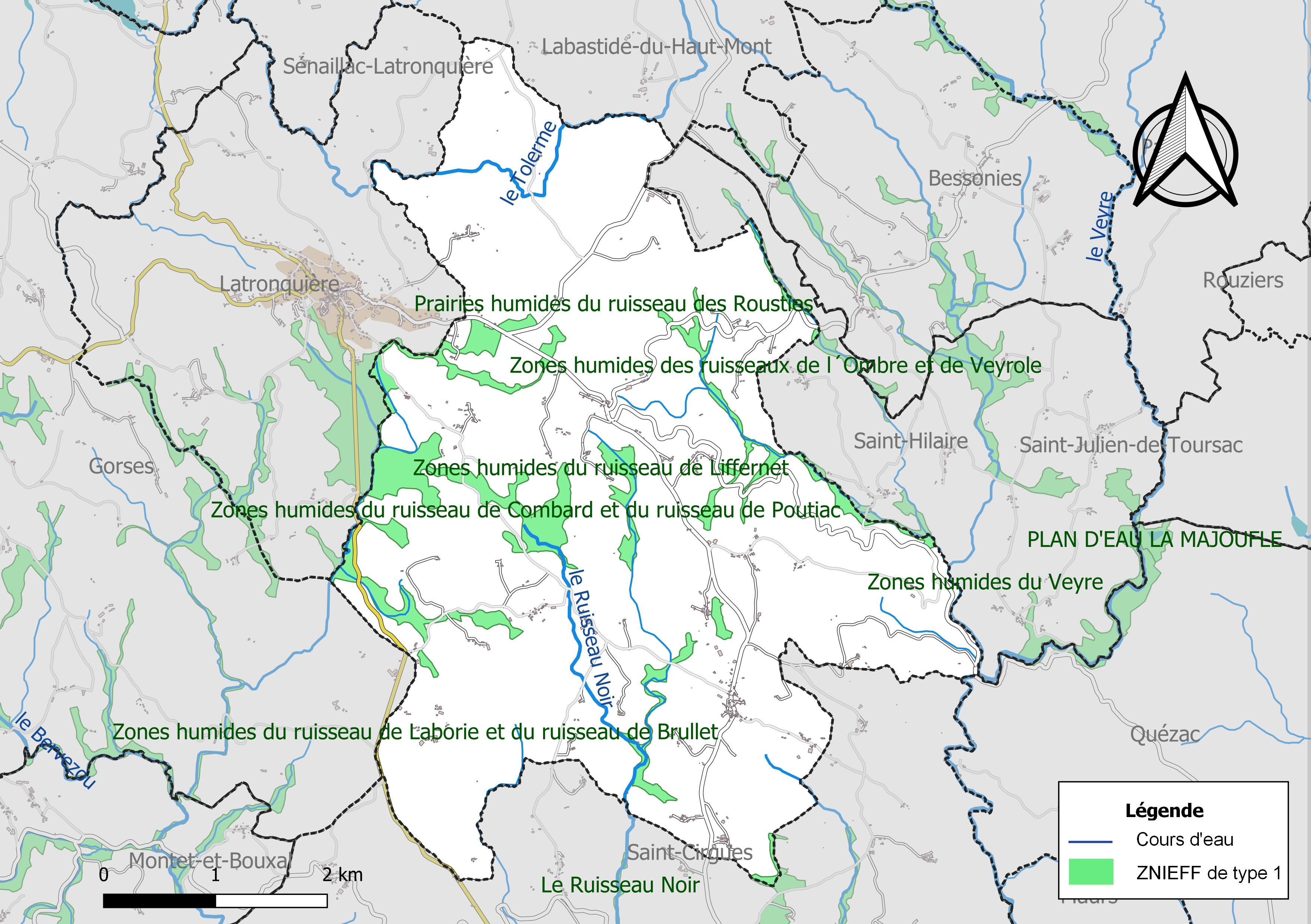
Carte des ZNIEFF de type 1 sur la commune.
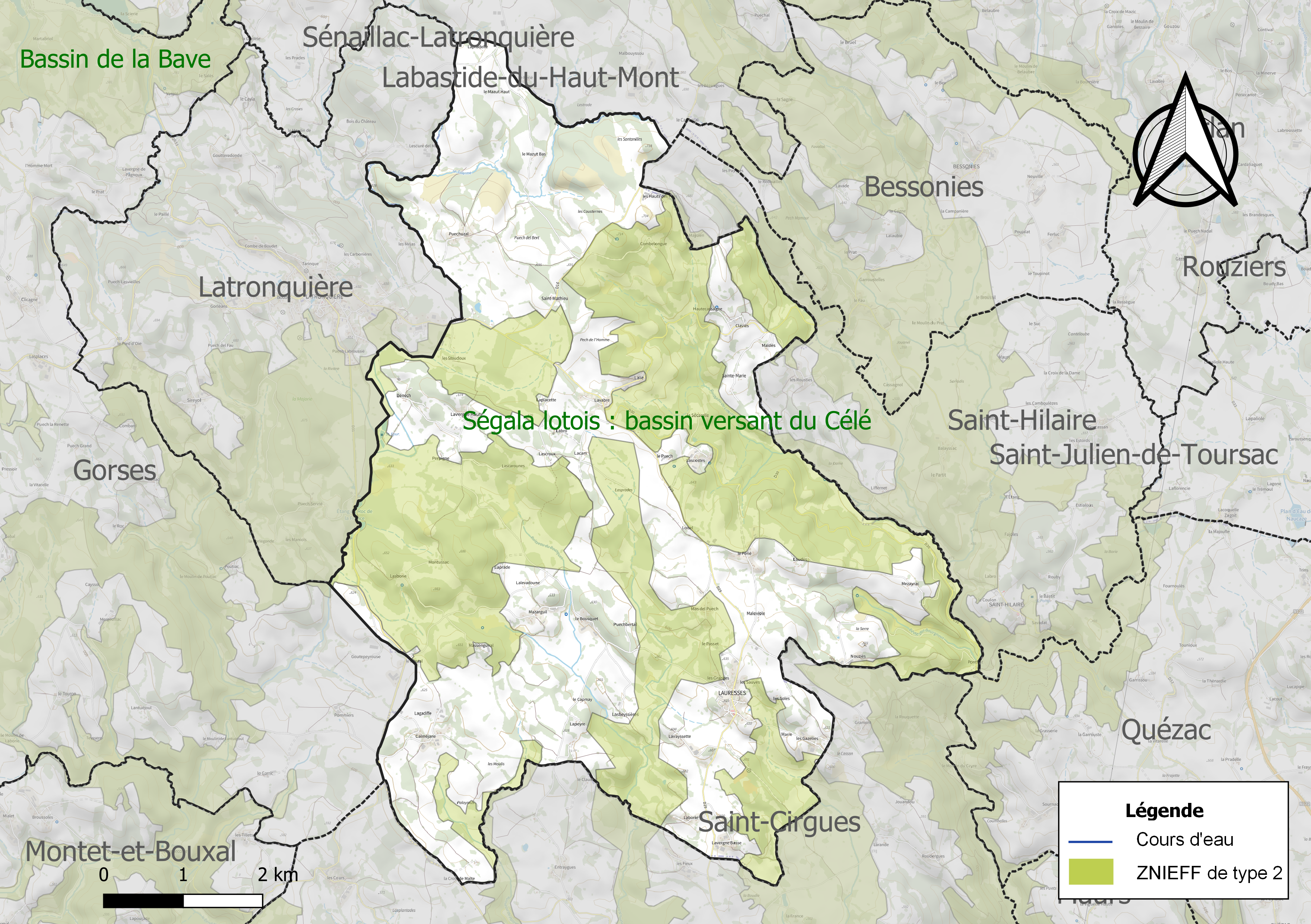
Carte de la ZNIEFF de type 2 sur la commune.

## Urbanisme

### Typologie
Au 1er janvier 2024, Lauresses est catégorisée commune rurale à habitat très dispersé, selon la nouvelle grille communale de densité à sept niveaux définie par l'Insee en 2022.
Elle est située hors unité urbaine et hors attraction des villes,.

### Occupation des sols
L'occupation des sols de la commune, telle qu'elle ressort de la base de données européenne d’occupation biophysique des sols Corine Land Cover (CLC), est marquée par l'importance des territoires agricoles (69,5 % en 2018), en augmentation par rapport à 1990 (60 %). La répartition détaillée en 2018 est la suivante : 
prairies (52,5 %), forêts (30,5 %), zones agricoles hétérogènes (17 %). L'évolution de l’occupation des sols de la commune et de ses infrastructures peut être observée sur les différentes représentations cartographiques du territoire : la carte de Cassini (XVIIIe siècle), la carte d'état-major (1820-1866) et les cartes ou photos aériennes de l'IGN pour la période actuelle (1950 à aujourd'hui).

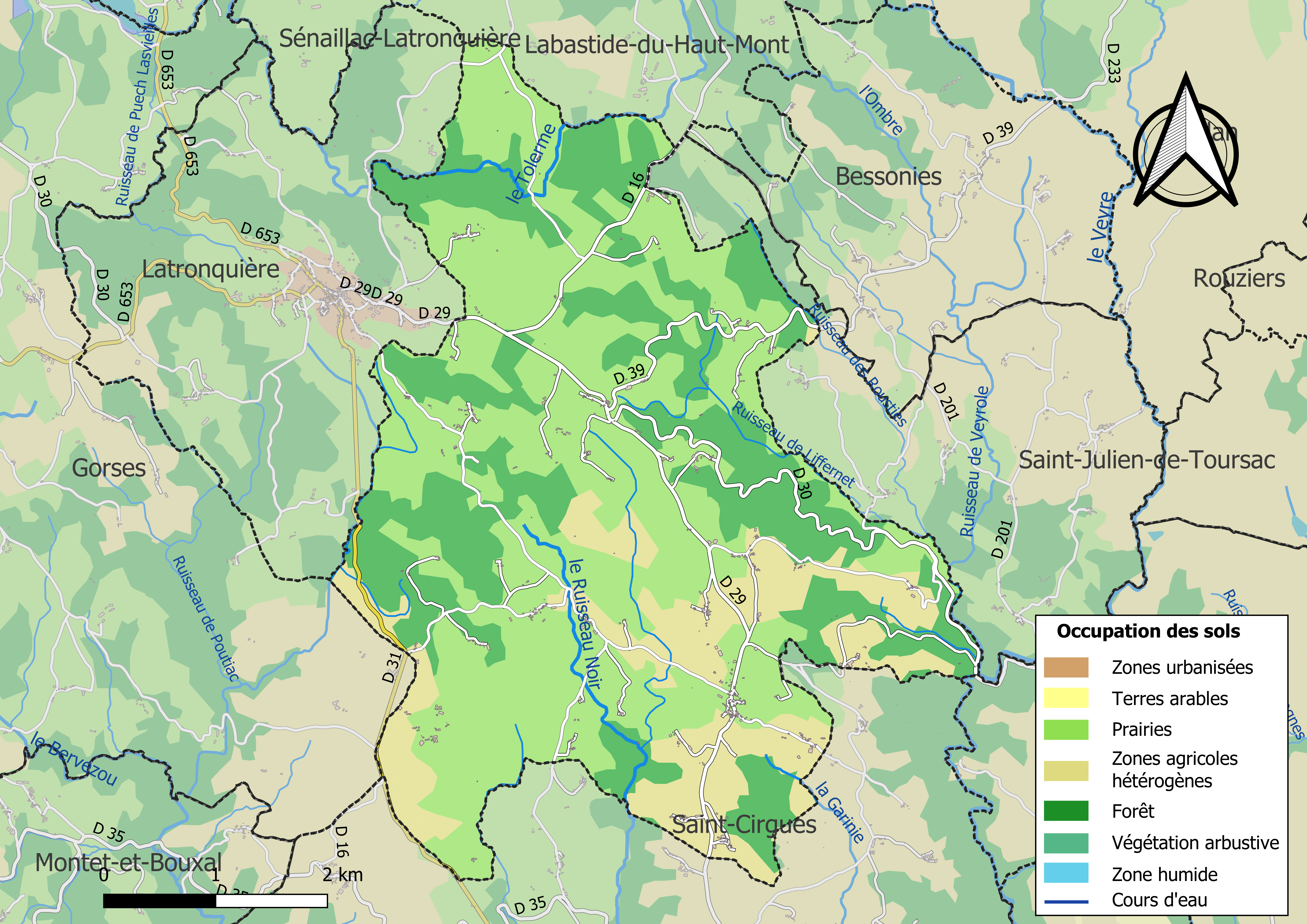
Carte des infrastructures et de l'occupation des sols de la commune en 2018 (CLC).

### Risques majeurs
Le territoire de la commune de Lauresses est vulnérable à différents aléas naturels : météorologiques (tempête, orage, neige, grand froid, canicule ou sécheresse), inondations, feux de forêts, mouvements de terrains et séisme (sismicité très faible). Il est également exposé à un risque particulier : le risque de radon. Un site publié par le BRGM permet d'évaluer simplement et rapidement les risques d'un bien localisé soit par son adresse soit par le numéro de sa parcelle.

#### Risques naturels
Certaines parties du territoire communal sont susceptibles d’être affectées par le risque d’inondation par débordement de cours d'eau, notamment le Veyre, le ruisseau Noir et le Tolerme. La cartographie des zones inondables en ex-Midi-Pyrénées réalisée dans le cadre du XIe Contrat de plan État-région, visant à informer les citoyens et les décideurs sur le risque d’inondation, est accessible sur le site de la DREAL Occitanie. La commune a été reconnue en état de catastrophe naturelle au titre des dommages causés par les inondations et coulées de boue survenues en 1982, 1999 et 2000,.
Lauresses est exposée au risque de feu de forêt. Un plan départemental de protection des forêts contre les incendies a été approuvé par arrêté préfectoral le 30 novembre 2015 pour la période 2015-2025. Les propriétaires doivent ainsi couper les broussailles, les arbustes et les branches basses sur une profondeur de 50 mètres, aux abords des constructions, chantiers, travaux et installations de toute nature, situées à moins de 200 mètres de terrains en nature
de bois, forêts, plantations, reboisements, landes ou friches. Le brûlage des déchets issus de l’entretien des parcs et jardins des ménages et des collectivités est interdit. L’écobuage est également interdit, ainsi que les feux de type méchouis et barbecues, à l’exception de ceux prévus dans des installations fixes (non situées sous couvert d'arbres) constituant une dépendance d'habitation.

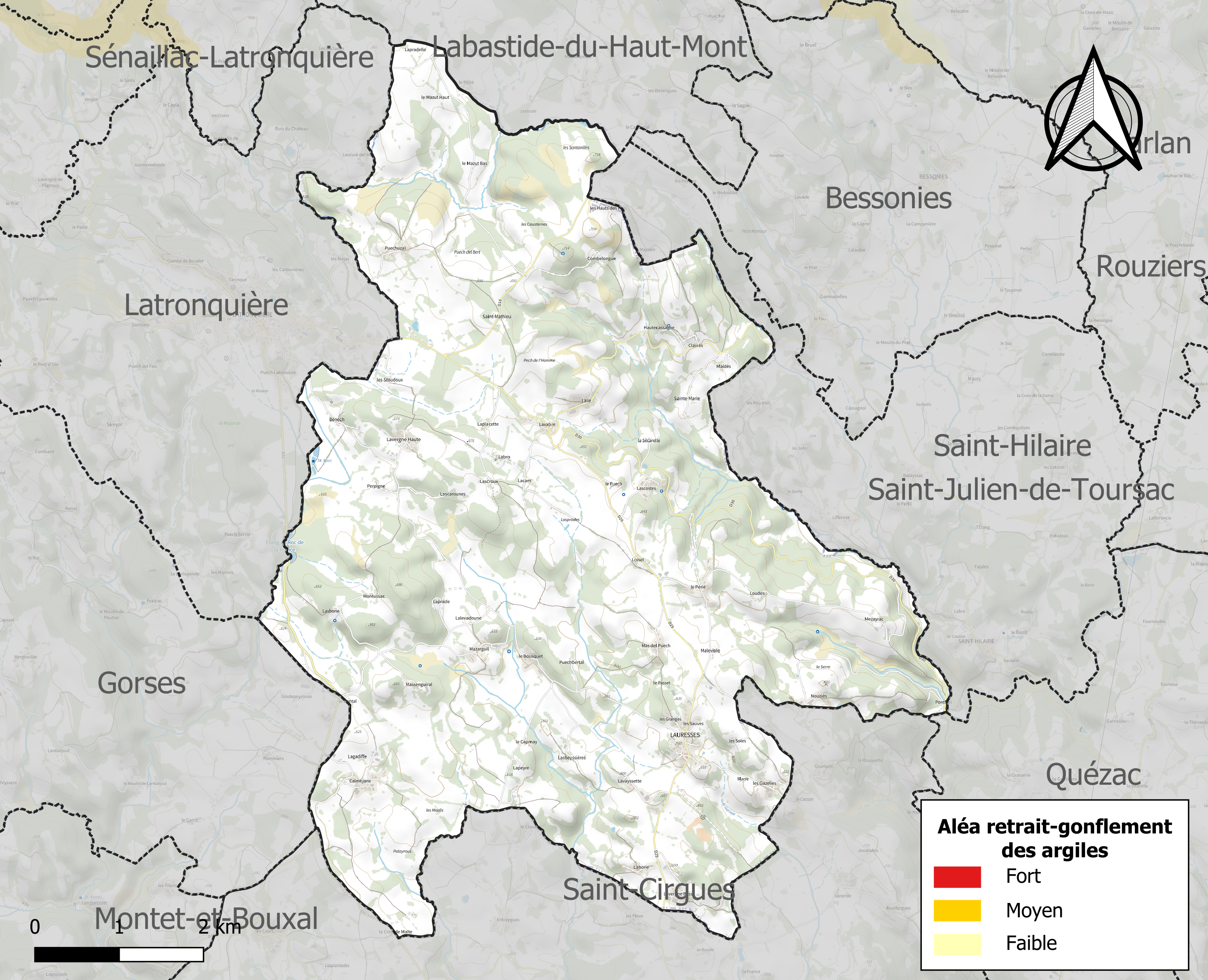
Carte des zones d'aléa retrait-gonflement des sols argileux de Lauresses.

Les mouvements de terrains susceptibles de se produire sur la commune sont des éboulements, chutes de pierres et de blocs et des glissements de terrain.
Le retrait-gonflement des sols argileux est susceptible d'engendrer des dommages importants aux bâtiments en cas d’alternance de périodes de sécheresse et de pluie. 0 % de la superficie communale est en aléa moyen ou fort (67,7 % au niveau départemental et 48,5 % au niveau national). Sur les 193 bâtiments dénombrés sur la commune en 2019, 0 sont en aléa moyen ou fort, soit 0 %, à comparer aux 72 % au niveau départemental et 54 % au niveau national. Une cartographie de l'exposition du territoire national au retrait gonflement des sols argileux est disponible sur le site du BRGM,.
Par ailleurs, afin de mieux appréhender le risque d’affaissement de terrain, l'inventaire national des cavités souterraines permet de localiser celles situées sur la commune.
Concernant les mouvements de terrains, la commune a été reconnue en état de catastrophe naturelle au titre des dommages causés par des mouvements de terrain en 1999.

#### Risque particulier
Dans plusieurs parties du territoire national, le radon, accumulé dans certains logements ou autres locaux, peut constituer une source significative d’exposition de la population aux rayonnements ionisants. Certaines communes du département sont concernées par le risque radon à un niveau plus ou moins élevé. Selon la classification de 2018, la commune de Lauresses est classée en zone 3, à savoir zone à potentiel radon significatif.

## Toponymie
Pour Gaston Bazalgues, le toponyme Lauresses ne semble pas basé sur le laurier, mais désignerait plutôt l'ensemble des biens et des terres de Laurent ou de la paroisse de Saint-Laurent.

## Politique et administration
| Période                                  | Période  | Identité               | Étiquette | Qualité |
| ---------------------------------------- | -------- | ---------------------- | --------- | ------- |
| 1793                                     | 1800     | Jean-baptiste Cassagne |           |         |
| 1800                                     | 1832     | Guillaume Vabre        |           |         |
| 1832                                     | 1843     | Pierre Paul Segerie    |           |         |
| 1843                                     | 1849     | François Dieuvres      |           |         |
| 1849                                     | 1870     | Baptiste Cassagne      |           |         |
| 1870                                     | 1871     | Calmejane              |           |         |
| 1871                                     | 1874     | Amédée Labernhe        |           |         |
| 1874                                     | 1876     | Baptiste Cassagne      |           |         |
| 1876                                     | 1884     | Amédée Labernhe        |           |         |
| 1884                                     | 1888     | Baptiste Couderc       |           |         |
| 1888                                     | 1896     | Antoine Couderc        |           |         |
| 1896                                     | 1908     | Etienne Maniol         |           |         |
| 1908                                     | 1914     | Casimir Couderc        |           |         |
| 1914                                     | 1919     | Baptiste Denries       |           |         |
| 1919                                     | 1925     | Casimir Couderc        |           |         |
| 1925                                     | 1944     | Georges Cambon         |           |         |
| 1944                                     | 1978     | André Amadieu          |           |         |
| 1978                                     | 1986     | Amédée Cambou          |           |         |
| 1986                                     | 1995     | Roger Fau              |           |         |
| 1995                                     | En cours | Pierre Lagarde         |           |         |
| Les données manquantes sont à compléter. |          |                        |           |         |

## Démographie
L'évolution du nombre d'habitants est connue à travers les recensements de la population effectués dans la commune depuis 1793. Pour les communes de moins de 10 000 habitants, une enquête de recensement portant sur toute la population est réalisée tous les cinq ans, les populations de référence des années intermédiaires étant quant à elles estimées par interpolation ou extrapolation. Pour la commune, le premier recensement exhaustif entrant dans le cadre du nouveau dispositif a été réalisé en 2004.

En 2022, la commune comptait 242 habitants, en évolution de −10,7 % par rapport à 2016 (Lot : +1,31 %, France hors Mayotte : +2,11 %).
| 1793 | 1800 | 1806 | 1821 | 1831 | 1836  | 1841  | 1846  | 1851  |
| ---- | ---- | ---- | ---- | ---- | ----- | ----- | ----- | ----- |
| 815  | 599  | 564  | 809  | 811  | 1 058 | 1 055 | 1 061 | 1 060 |

| 1856  | 1861  | 1866  | 1872  | 1876  | 1881 | 1886  | 1891  | 1896 |
| ----- | ----- | ----- | ----- | ----- | ---- | ----- | ----- | ---- |
| 1 047 | 1 102 | 1 050 | 1 045 | 1 038 | 993  | 1 004 | 1 023 | 855  |

| 1901 | 1906 | 1911 | 1921 | 1926 | 1931 | 1936 | 1946 | 1954 |
| ---- | ---- | ---- | ---- | ---- | ---- | ---- | ---- | ---- |
| 797  | 782  | 758  | 650  | 667  | 670  | 627  | 593  | 536  |

| 1962 | 1968 | 1975 | 1982 | 1990 | 1999 | 2004 | 2006 | 2009 |
| ---- | ---- | ---- | ---- | ---- | ---- | ---- | ---- | ---- |
| 557  | 542  | 524  | 505  | 402  | 296  | 290  | 297  | 284  |

| 2014 | 2019 | 2022 | - | - | - | - | - | - |
| ---- | ---- | ---- | - | - | - | - | - | - |
| 264  | 248  | 242  | - | - | - | - | - | - |

## Économie

### Revenus
En 2018, la commune compte 112 ménages fiscaux, regroupant 247 personnes. La médiane du revenu disponible par unité de consommation est de 15 690 € (20 740 € dans le département).

### Emploi
|                | 2008  | 2013  | 2018  |
| -------------- | ----- | ----- | ----- |
| Commune        | 3,9 % | 2,3 % | 5,8 % |
| Département    | 7,3 % | 8,9 % | 9,6 % |
| France entière | 8,3 % | 10 %  | 10 %  |

En 2018, la population âgée de 15 à 64 ans s'élève à 143 personnes, parmi lesquelles on compte 79,1 % d'actifs (73,4 % ayant un emploi et 5,8 % de chômeurs) et 20,9 % d'inactifs,. Depuis 2008, le taux de chômage communal (au sens du recensement) des 15-64 ans est inférieur à celui de la France et du département.
La commune est hors attraction des villes,. Elle compte 61 emplois en 2018, contre 67 en 2013 et 68 en 2008. Le nombre d'actifs ayant un emploi résidant dans la commune est de 108, soit un indicateur de concentration d'emploi de 56,1 % et un taux d'activité parmi les 15 ans ou plus de 53,1 %.
Sur ces 108 actifs de 15 ans ou plus ayant un emploi, 51 travaillent dans la commune, soit 47 % des habitants. Pour se rendre au travail, 71,4 % des habitants utilisent un véhicule personnel ou de fonction à quatre roues, 2 % s'y rendent en deux-roues, à vélo ou à pied et 26,7 % n'ont pas besoin de transport (travail au domicile).

### Activités hors agriculture
30 établissements sont implantés  à Lauresses au 31 décembre 2019.
Le secteur de l'industrie manufacturière, des industries extractives et autres est prépondérant sur la commune puisqu'il représente 83,3 % du nombre total d'établissements de la commune (25 sur les 30 entreprises implantées  à Lauresses), contre 14 % au niveau départemental.

### Agriculture
La commune est dans le Segala », une petite région agricole occupant la frange est du département du Lot. En 2020, l'orientation technico-économique de l'agriculture  sur la commune est l'élevage bovin, orientation mixte lait et viande.
|               | 1988  | 2000  | 2010  | 2020  |
| ------------- | ----- | ----- | ----- | ----- |
| Exploitations | 62    | 41    | 31    | 29    |
| SAU (ha)      | 1 489 | 1 506 | 1 630 | 1 406 |

Le nombre d'exploitations agricoles en activité et ayant leur siège dans la commune est passé de 62 lors du recensement agricole de 1988  à 41 en 2000 puis à 31 en 2010 et enfin à 29 en 2020, soit une baisse de 53 % en 32 ans. Le même mouvement est observé à l'échelle du département qui a perdu pendant cette période 60 % de ses exploitations,. La surface agricole utilisée sur la commune a également diminué, passant de 1489 ha en 1988 à 1406 ha en 2020. Parallèlement la surface agricole utilisée moyenne par exploitation a augmenté, passant de 24 à 48 ha.

## Culture locale et patrimoine

### Lieux et monuments
- Église Saint-Laurent de Lauresses.

### Personnalités liées à la commune
Raymond Salesses né le 26 avril 1898 à Lauresses et mort le 16 mai 1974 à Toulouse était professeur de Lettres classiques au Lycée Pierre de Fermat de Toulouse. Il est inhumé au cimetière de Lauresses.
André Salesses, son fils, né le 14 janvier 1927 à Montpellier et mort le 14 octobre 1944 à Grenade-sur-Garonne, était un jeune Résistant toulousain qui a été assassiné par d'autres Résistants douteux à Grenade-sur-Garonne. Il est inhumé au cimetière de Lauresses,,,.

#### Site de l'Insee
1. ↑  « La grille communale de densité », sur le site de l'Insee, 28 mai 2024 (consulté le 28 juin 2024).
2. ↑  Insee, « Métadonnées de la commune de Lauresses ».
3. ↑  « Base des aires d'attraction des villes 2020. », sur le site de l'Insee, 21 octobre 2020 (consulté le 28 juin 2024).
4. ↑  Marie-Pierre de Bellefon, Pascal Eusebio, Jocelyn Forest, Olivier Pégaz-Blanc et Raymond Warnod (Insee), « En France, neuf personnes sur dix vivent dans l’aire d’attraction d’une ville », sur le site de l'Insee, 21 octobre 2020 (consulté le 28 juin 2024).
5. ↑  « REV T1 - Ménages fiscaux de l'année 2018 à Lauresses » (consulté le 5 février 2022).
6. ↑  « REV T1 - Ménages fiscaux de l'année 2018 dans le Lot » (consulté le 5 février 2022).
7. 1 2  « Emp T1 - Population de 15 à 64 ans par type d'activité en 2018 à Lauresses » (consulté le 5 février 2022).
8. ↑  « Emp T1 - Population de 15 à 64 ans par type d'activité en 2018 dans le Lot » (consulté le 5 février 2022).
9. ↑  « Emp T1 - Population de 15 à 64 ans par type d'activité en 2018 dans la France entière » (consulté le 5 février 2022).
10. ↑  « Base des aires d'attraction des villes 2020 », sur site de l'Insee (consulté le 10 avril 2021).
11. ↑  « Emp T5 - Emploi et activité en 2018 à Lauresses » (consulté le 5 février 2022).
12. ↑  « ACT T4 - Lieu de travail des actifs de 15 ans ou plus ayant un emploi qui résident dans la commune en 2018 » (consulté le 5 février 2022).
13. ↑  « ACT G2 - Part des moyens de transport utilisés pour se rendre au travail en 2018 » (consulté le 5 février 2022).
14. ↑  « DEN T5 - Nombre d'établissements par secteur d'activité au 31 décembre 2019 à Lauresses » (consulté le 14 février 2022).
15. ↑  « DEN T5 - Nombre d'établissements par secteur d'activité au 31 décembre 2019 dans le Lot » (consulté le 14 février 2022).

#### Autres sources
1. ↑  Carte IGN sous Géoportail
2. 1 2  Daniel Joly, Thierry Brossard, Hervé Cardot, Jean Cavailhes, Mohamed Hilal et Pierre Wavresky, « Les types de climats en France, une construction spatiale », Cybergéo, revue européenne de géographie - European Journal of Geography, no 501,‎ 18 juin 2010 (DOI 10.4000/cybergeo.23155, lire en ligne, consulté le 14 novembre 2023)
3. ↑  « Zonages climatiques en France métropolitaine. », sur pluiesextremes.meteo.fr (consulté le 14 novembre 2023).
4. ↑  « Orthodromie entre Lauresses et Latronquière », sur fr.distance.to (consulté le 14 novembre 2023).
5. ↑  « Station Météo-France « Latronquière » (commune de Latronquière) - fiche climatologique - période 1991-2020 », sur donneespubliques.meteofrance.fr (consulté le 14 novembre 2023).
6. ↑  « Station Météo-France « Latronquière » (commune de Latronquière) - fiche de métadonnées. », sur donneespubliques.meteofrance.fr (consulté le 14 novembre 2023).
7. ↑  « Climadiag Commune : diagnostiquez les enjeux climatiques de votre collectivité. », sur meteofrance.fr, novembre 2022 (consulté le 14 novembre 2023).
8. ↑  « Les espaces protégés. », sur le site de l'INPN (consulté le 10 mai 2022).
9. ↑  « Liste des espaces protégés sur la commune », sur le site de l'inventaire national du patrimoine naturel (consulté le 2 septembre 2021).
10. ↑  « Réserve de biosphère du bassin de la Dordogne », sur mab-france.org (consulté le 2 septembre 2021).
11. ↑  « Bassin de la Dordogne - zone de transition - fiche descriptive », sur le site de l'inventaire national du patrimoine naturel (consulté le 1er septembre 2021).
12. 1 2  « Liste des ZNIEFF de la commune de Lauresses », sur le site de l'Inventaire national du patrimoine naturel (consulté le 2 septembre 2021).
13. ↑  « ZNIEFF les « prairies humides de Lasprades » - fiche descriptive », sur le site de l'inventaire national du patrimoine naturel (consulté le 2 septembre 2021).
14. ↑  « ZNIEFF les « prairies humides du ruisseau des Rousties » - fiche descriptive », sur le site de l'inventaire national du patrimoine naturel (consulté le 2 septembre 2021).
15. ↑  « ZNIEFF les « zones humides des ruisseaux de Lavergne-Basse et de Saint-Cirgues » - fiche descriptive », sur le site de l'inventaire national du patrimoine naturel (consulté le 2 septembre 2021).
16. ↑  « ZNIEFF les « zones humides du Mas del puech et de Lasbeyssières » - fiche descriptive », sur le site de l'inventaire national du patrimoine naturel (consulté le 2 septembre 2021).
17. ↑  « ZNIEFF les « zones humides du ruisseau de Goutepeyrouse et de l'amont du ruisseau du Bousquet » - fiche descriptive », sur le site de l'inventaire national du patrimoine naturel (consulté le 2 septembre 2021).
18. ↑  « ZNIEFF les « zones humides du ruisseau de Liffernet » - fiche descriptive », sur le site de l'inventaire national du patrimoine naturel (consulté le 2 septembre 2021).
19. ↑  « ZNIEFF le « Ségala lotois : bassin versant du Célé » - fiche descriptive », sur le site de l'inventaire national du patrimoine naturel (consulté le 2 septembre 2021).
20. ↑  « CORINE Land Cover (CLC) - Répartition des superficies en 15 postes d'occupation des sols (métropole). », sur le site des données et études statistiques du ministère de la Transition écologique. (consulté le 14 avril 2021).
21. 1 2 3  « Les risques près de chez moi - commune de Lauresses », sur Géorisques (consulté le 17 octobre 2022).
22. ↑  BRGM, « Évaluez simplement et rapidement les risques de votre bien », sur Géorisques (consulté le 13 septembre 2022).
23. ↑  DREAL Occitanie, « CIZI », sur occitanie.developpement-durable.gouv.fr (consulté le 13 septembre 2022).
24. ↑  « Dossier départemental des risques majeurs dans le Lot », sur lot.gouv.fr (consulté le 13 septembre 2022), partie 1 -  chapitre Risque inondation.
25. ↑  « Dossier départemental des risques majeurs dans le Lot », sur lot.gouv.fr (consulté le 13 septembre 2022).
26. ↑  « Dossier départemental des risques majeurs dans le Lot », sur lot.gouv.fr (consulté le 13 septembre 2022), chapitre Mouvements de terrain.
27. ↑  « Retrait-gonflement des argiles », sur le site de l'observatoire national des risques naturels (consulté le 13 septembre 2022).
28. ↑  « Liste des cavités souterraines localisées sur la commune de Lauresses », sur georisques.gouv.fr (consulté le 13 septembre 2022).
29. ↑  « Cartographie du risque radon en France. », sur le site de l’IRSN, janvier 2021 (consulté le 13 septembre 2022).
30. ↑  Gaston Bazalgues, À la découverte des noms de lieux du Quercy : Toponymie lotoise, Gourdon, Éditions de la Bouriane et du Quercy, juin 2002, 127 p. (ISBN 2-910540-16-2), p. 79.
31. ↑  « Les maires de Lauresses », sur Site francegenweb, 19 février 2011 (consulté le 22 octobre 2017).
32. ↑  L'organisation du recensement, sur insee.fr.
33. ↑  Calendrier départemental des recensements, sur insee.fr.
34. ↑  Des villages de Cassini aux communes d'aujourd'hui sur le site de l'École des hautes études en sciences sociales.
35. ↑  Fiches Insee - Populations de référence de la commune pour les années 2006, 2007, 2008, 2009, 2010, 2011, 2012, 2013, 2014, 2015, 2016, 2017, 2018, 2019, 2020, 2021 et 2022.
36. ↑  « Les régions agricoles (RA), petites régions agricoles(PRA) - Année de référence : 2017 », sur agreste.agriculture.gouv.fr (consulté le 14 février 2022).
37. ↑  Présentation des premiers résultats du recensement agricole 2020, Ministère de l’agriculture et de l’alimentation, 10 décembre 2021
38. 1 2  « Fiche de recensement agricole - Exploitations ayant leur siège dans la commune de Lauresses - Données générales », sur recensement-agricole.agriculture.gouv.fr (consulté le 14 février 2022).
39. ↑  « Fiche de recensement agricole - Exploitations ayant leur siège dans le département du Lot » (consulté le 14 février 2022).
40. ↑  https://www.geneanet.org/public/img/cimetieres/pictures/52/5c/8281598/medium.jpg
41. ↑  https://www.geneanet.org/cimetieres/view/7402493
42. ↑  https://www.lepetitjournal.net/31-haute-garonne/e31t-gascogne/2024/10/08/80eme-anniversaire-de-la-mort-du-jeune-resistant-andre-salesses/
43. ↑  http://chapellesaintbernardgrenade.centerblog.net/190-andre-salesses-resistant-de-17-ans-mort-il-y-a-80-ans